# Прокатчик
Прока́тчик — пасажирська зупинна платформа Лиманської дирекції Донецької залізниці. На платформі зупиняються приміські поїзди.
Платформа розташована на лінії Слов'янськ — Горлівка між станціями Дружківка (9 км) та Краматорськ (2 км). Знаходиться на півдні Краматорська, Донецької області в долині річки Казенний Торець. 
На схід від платформи між залізницею та річкою розташоване однойменне селище.